# NOB Ed 2/2
| NOB Ed 2/2 ab 1892 NOB E 3/3 | NOB Ed 2/2 ab 1892 NOB E 3/3 | NOB Ed 2/2 ab 1892 NOB E 3/3 | NOB Ed 2/2 ab 1892 NOB E 3/3 |
| ---------------------------- | ---------------------------- | ---------------------------- | ---------------------------- |
| Beschreibung                 |                              |                              |                              |
| Anzahl                       | 3                            | 3                            | 3                            |
| Nummerierung                 | NOB 251–253 SBB 8661–8662    | NOB 251–253 SBB 8661–8662    | NOB 251–253 SBB 8661–8662    |
| Hersteller                   | Esslingen                    | Esslingen                    | Esslingen                    |
| Indienststellung             | 1876                         | 1876                         | 1876                         |
| Ausmusterung                 | 1876a, 1935, 1938            | 1876a, 1935, 1938            | 1876a, 1935, 1938            |
| Umbau                        | Original Ed 2/2              | Umbau 3/3 (2. Kessel)        | 3. Kessel                    |
| Achsformel                   | B                            | C                            | C                            |
| Dienstmasse                  | 24,2 t                       | 26,9 t                       | 27,5 t                       |
| Achslast                     | k. A.                        | k. A.                        | k. A.                        |
| Länge über Puffer            | 7160 mm                      | 7445 mm                      | 7445 mm                      |
| Ø Treibrad                   | 893 mm                       | 910 mm                       | 910 mm                       |
| Höchstgeschwindigkeit        | 35 km/h                      | 35 km/h                      | 35 km/h                      |
| Kesseldruck                  | 12 kp/cm²                    | 11 kp/cm²                    | 11 kp/cm²                    |
| Kolbenhub                    | 530 mm                       | 530 mm                       | 530 mm                       |
| Zylinderdurchmesser          | 380 mm                       | 350 mm                       | 350 mm                       |
| Rostfläche                   | 1,3 m²                       | 1,1 m²                       | 1,0 m³                       |
| Verdampfungsheizfläche       | 85,9 m²                      | 63,5 m²                      | 62,4 m²                      |
| Überhitzerheizfläche         | keine                        | keine                        | keine                        |
| Leistung                     | 280 PS                       | 280 PS                       | 280 PS                       |
| Zugkraft                     | 5000 kg                      | 5000 kg                      | 5000 kg                      |
| Bremsbauart                  | Spindelbremse                | Spindelbremse                | Spindelbremse                |

Die Schweizerische Nordostbahn (NOB) beschaffte 1876 für den Betrieb der Wädenswil-Einsiedeln-Bahn (WE) insgesamt drei Tenderdampflokomotiven mit Walzenantrieb Typ Wetli, die ab 1887 als Typ Ed 2/2 bezeichnet wurden.
Die Maschinen wurden durch die Maschinenfabrik Esslingen geliefert; der Kaufpreis betrug 54 265 Schweizer Franken.
Eigentlich wäre 1876 die Bezeichnung Edh 2/2 angebracht gewesen, da es sich um eine Maschine der Bauart {\displaystyle \textstyle {\frac {B}{I}}} handelte. Da sie aber innerhalb eines Jahres ihren Zahnradantrieb verlor, wird sie in allen Archiven unter NOB Ed 2/2 geführt. Bei der NOB selber wurde sie bis 1887 als Serie E bezeichnet; erst danach übernahm die NOB die schweizerischen Bauartbezeichnungen, und sie wurde damit zur Ed 2/2.

## Hintergründe
Da die Wädenswil-Einsiedeln-Bahn mit der NOB einen Betriebsvertrag abgeschlossen hatte, war es an der NOB, die benötigten Betriebsmittel zu beschaffen. Bei den drei Maschinen handelte es sich um die einzigen Lokomotiven für den Betriebseinsatz, die jemals mit dem Walzenradsystem Wetli, einem speziellen Zahnradsystem, ausgerüstet waren. Zwar baute der Direktor Charles Brown der Schweizerischen Lokomotivfabrik Winterthur (SLM) 1874 eine provisorische Lokomotive, um das System testen zu können. Diese Probemaschine wurde nach Umbauten, die zur Entwicklung des Antriebssystems notwendig waren, aber 1876 ausser Betrieb gesetzt und 1880 abgebrochen.
Der Unfall vom 30. November 1876, bei dem eine dieser Maschinen (Nummer 263) zerstört wurde, war der Todesstoss für dieses System. Daneben war es auch der Grund, wieso die NOB aus dem Betriebsvertrag mit der WE zurücktrat. Damit wurden die Maschinen nach der Beschaffung eigener Maschinen durch die WE ihrer Beschaffungsstrecke beraubt.
Wegen des Unfalls und weil die Strecke mit 50 Promille auch als reine Adhäsionsbahn betrieben werden konnte, wurde sogleich das Walzenrad entfernt und die beiden übriggebliebenen Maschinen als Ed 2/2 weiter betrieben. 1892 wurden die beiden Maschinen umgebaut. An der Stelle des schon ausgebauten Walzenrades wurde eine weitere Triebachse eingebaut, so dass eine Tenderdampflokomotive des Typs E 3/3 entstand.

## Technik
Durch Einbau des Walzensystems Wetli, das von Kaspar Wetli entwickelt wurde, war die Dampflokomotive eine Besonderheit, denn diese Walze konnte mit Dampfdruck gehoben und gesenkt werden. Der Betrieb als Adhäsions- oder Zahnradlokomotive war also nicht nur vom Einbau einer Zahnstange in das Gleis abhängig, sondern auch vom Betriebszustand der Lokomotive.
Wie die meisten Maschinen bei der NOB zu dieser Zeit waren auch diese von den Maey’schen Grundzügen beeinflusst. Der 12 Millimeter starke Innenrahmen war mit starken Verstrebungen versehen und stützte sich über vier Tragfedern, die sich unter dem Laufblech am Rahmen befanden, auf die Achslager ab. Der Maey’sche Kessel hatte weder einen Dom noch einen Anker für die Feuerbüchse. In seinem Innern waren 195 Siederohre mit einer Länge von 2910 Millimeter. Auf dem Mannslochdeckel befand sich das Sicherheitsventil. Da ein starker Auspuffschlag zu erwarten war, wurde ein Windkessel zwischen Ausströmöffnung des Schieberkastens und dem Blasrohr, das eine veränderliche Mündung hatte, eingebaut. Die Triebstangen waren massiv, aber zur Gewichtsverminderung ausgefräst. Die Steuerung war in der Bauart Allan mit Ansteuerung über Schraube und Rad ausgeführt worden. Die Kolbenstangen waren nach vorne durchgeführt. Es war eine vierklötzige Spindelbremse eingebaut, welche auf die Treibräder wirkte. Die Wasserkästen waren seitlich des Kessels angeordnet und hatten für die Leistung der Maschine einen mit 3 m³ sehr geringen Inhalt. Das Gleiche trifft auf den Kohlevorrat von 0,6 Tonnen zu, der in zwei seitlichen Behältern hinter dem Führerstand untergebracht wurde. Die Sandkästen waren vorne in die Wasserkästen integriert. Es war eine Dampfheizung eingebaut.
Die Maschinen waren nie mit einer Kraftbremse und einem Geschwindigkeitsmesser ausgerüstet.

### Walzenradsystem Wetli
Die Trommel war im Hauptrahmen gelagert und stützte sich mit spurkranzlosen Laufrädern auf die Adhäsionsschienen ab. Der Antrieb erfolgte von der rückwärtigen Triebachse über gesonderte Triebstangen. Durch einen kleinen Dampfzylinder und radiale Achsführung konnte das Walzenrad angehoben und gesenkt werden. Wenn das System eingreifen sollte, wurde dieser Zylinder so mit Druck beaufschlagt, dass sich der Druck auf das Walzenrad um 3,5 Tonnen erhöhte. Nach dem Unfall am 30. November 1876 wurden das Walzenrad sowie die dafür notwendigen Treibstangen entfernt.

### Umbau E 3/3
Da durch die Entfernung des Walzenrades zwischen den beiden Treibachsen genügend Platz entstand, bot sich der Einbau einer dritten Treibachse an. Der Umbau erfolgte 1892 in der Werkstätte Zürich, wobei ein neuer Rahmen unter Verwendung von Altteilen angefertigt wurde. Umso mehr erstaunt es, dass die Betriebsvorräte nicht vergrössert wurden. Es wurde sogar der Zylinderdurchmesser auf 350 Millimeter verkleinert und der Kesseldruck des neuen Kessels auf 11 bar vermindert.
1905 wurde bei beiden Maschinen ein dritter Kessel eingebaut, welcher sich nicht wesentlich vom zweiten unterschied. Im zweiten Kessel befanden sich 130 Siederohre von 2855 Millimeter Länge; die Rostfläche wurde auf 1,1 m² verkleinert. Beim dritten Kessel waren 142 Siederohre von 2855 Millimeter Länge eingebaut; die Rostfläche betrug noch 1 m².
Nach dem Umbau konnten die Maschinen 3 m³ Wasser und 0,8 Tonnen Kohle mitführen.
1930 wurde zusätzlich eine achtklötzige Exterbremse eingebaut.
| NOB bis 1879 | NOB 1879–1895 | NOB 1895–1902 | SBB ab 1902 | Fabrik Nummer | Baujahr | Hersteller | 2. Kessel | Umbau | 3. Kessel | Ausrangiert | Bemerkungen     |
| ------------ | ------------- | ------------- | ----------- | ------------- | ------- | ---------- | --------- | ----- | --------- | ----------- | --------------- |
| 251          | 251           | 451           | 8661        | 1519          | 1876    | Esslingen  | 1892      | 1892  | 1905      | 1935        | ab 1892 E 3/3   |
| 252          | 252           | 452           | 8662        | 1520          | 1876    | Esslingen  | 1892      | 1892  | 1905      | 1938        | ab 1892 E 3/3   |
| 253          | –             | –             | –           | 1521          | 1876    | Esslingen  | –         | –     | –         | 1876        | Unfall Wädenwil |

## Betriebliches
Die beiden übriggebliebenen Maschinen mit ausgebautem Walzenrad versahen auf der WE nur noch solange ihren Dienst, bis 1878 die bestellten E 3/3 eintrafen. Danach verkehrten sie auf den Strecken der NOB.
Nach dem Umbau in E 3/3 waren sie die meiste Zeit im schweren Rangierdienst und für den Belad der Trajektfähren im Bahnhof Romanshorn eingesetzt.